# Verdringing
Verdringing (Duits: Verdrängung) is in de psychoanalyse een afweermechanisme van het bewuste Ich dat herinneringen naar het onderbewuste verdrukt. Het begrip gaat terug op Sigmund Freud en vond ook ingang in de bredere psychologie. Het hervinden van verdrongen herinneringen door therapie was populair doorheen de 20e eeuw maar werd uiteindelijk weerlegd en afgewezen door de meeste geheugenspecialisten. Het concept 'verdringing' zelf raakte in de 21e eeuw wetenschappelijk in diskrediet, maar leeft bij sommige therapeuten nog verder onder de nieuwe naam traumatische dissociatie of dissociatieve amnesie.

## Psychoanalyse
Bij Johann Friedrich Herbart is in 1824 al sprake van psychologische verdringing. Freud maakte er een centraal concept van in De droomduiding (1900). De plaats binnen zijn leer is als volgt te omschrijven.
Als bepaalde wensen of behoeften zouden worden uitgeleefd, zou dit aanleiding geven tot conflicten met de buitenwereld of met het Über-ich. Het Ich kan dit voorkomen door ervoor te zorgen dat die wensen of behoeften niet worden omgezet in handelingen. Dit is een onbewust proces.
Tussen behoefte en handelen blijft een zekere spanning bestaan. Het Ich zal trachten deze spanning te verminderen door ervoor te zorgen dat de behoefte niet bewust wordt. Het Ich kan daarbij proberen de wens of behoefte in het voorbewuste te houden. De persoon is zich nog wel bewust van de behoefte als hij zijn aandacht hierop richt, maar tracht dit laatste te vermijden. Dit heet onderdrukking.
Een langer durende onderdrukking blijft echter steeds energie kosten. Het Ich kan derhalve nog een stap verder gaan door de wens of behoefte niet eens bewust te laten worden en naar het onbewuste terug te dringen. Deze is aanvankelijk bewust geweest maar wordt nu onbewust. Dat heet verdringing. De verdringing treedt onbewust in werking. Is de verdringing geslaagd dan weet de persoon niets meer van zijn verdrongen behoefte. Het niet aanwezig zijn in het bewuste betekent niet dat deze behoefte niet meer leeft, integendeel, deze werkt door in het onbewuste en hoe langer hoe sterker. Vanuit het onbewuste beïnvloeden de verdrongen verlangens het gedrag van het individu. Niet de drift zelf maar bepaalde externe doelstellingen worden gecensureerd. Bijvoorbeeld niet de seksuele drift is vernietigd bij een bepaalde persoon, maar wel heteroseksueel contact als bevredigingsmogelijkheid.
Welke gevolgen de verdringing van een conflict zal hebben hangt af van de betekenis welke dit conflict voor de persoonlijke ontplooiing van de mens en voor zijn inschakeling in de omgeving had. De verdringing betekent niets anders dan een uitstellen van het conflict. Op een dag kunnen eigenaardigheden in de gedragingen en in het handelen van de mens zichtbaar worden die niet meer zonder meer begrijpelijk zijn.
Deze verdrongen behoeften kunnen een soort complex vormen. Complexen op grond van verdringing ontstaan vaak in de vroege kinderjaren. Het is de volwassene absoluut onmogelijk zich de oorsprong ervan te herinneren. De in het onbewuste opgekropte verdrongen complexen kunnen zich ook langs sluikwegen en in allerlei vermommingen uiten. Dit om de weerstanden te omzeilen.
De belangrijkste vermommingen zijn:
- Fouthandelingen
- Dromen
- Neurosen
- Psychosen
- Fixatie
- Regressie
- Projectie
- Fantasie en dagdromen

## Kritiek
Uit zijn aard zelf onttrekt het concept van verdringing zich grotendeels aan empirisch onderzoek. Daaraan gekoppeld kan de zorgverlener zelf bepalen of er sprake is van verdringing, en ook wat er dan verdrongen zou worden. Het komt voor dat een hulpverlener seksueel misbruik als verdrongen herinnering aanpraat.
In de jaren '80 en '90 zijn op basis van zogenaamd verdrongen herinneringen verschillende veroordelingen voor seksueel misbruik uitgesproken die uiteindelijk niet overeind bleven. De psycholoog Richard McNally noemde recovered memory therapy in 2005 in een brief aan het U.S. Supreme Court "de ergste catastrofe die het domein van de mentale gezondheid is overkomen sinds de tijd van de lobotomie".

## Voetnoten
1. 1 2  Repressed Memories Are Back, Baby!, The Stranger, 8 oktober 2019